# 库特杜
库特杜（法語：Courtedoux，法語發音：[kuʁtədu]）是瑞士汝拉州的一个市镇。该市镇总面积为8.13平方千米，截至2018年12月31日总人口为765人。